# Kaní hora
Die Kaní hora (deutsch Hutberg) ist ein 476 Meter hoher Berg auf dem Gebiet der Gemeinden Skorošice und Žulová im Friedeberger Hügelland (Žulovská pahorkatina) in Tschechien.

## Lage
Der markante Berg erhebt sich zwei Kilometer westlich von Tomíkovice am Rande der schlesischen Ebene über den Tälern der Bäche Vojtovický potok, Petrovický potok und Skorošický potok. Südlich liegt der Kegel des Lánský vrch (Hubenberg, 422 m) und im Norden der Rohatec (Schoberberg, 364 m). Umliegende Ortschaften sind Dolní Les im Norden, Kobylá nad Vidnavkou im Nordosten, Tomíkovice im Osten, Dolní Skorošice im Süden, Sedmlánů im Südwesten, Bergov im Westen sowie Vlčice im Nordwesten.

## Geologie
Am südöstlichen Teil des aus Granit und Diorit bestehenden Berges erfolgte früher in mehreren Steinbrüchen der Abbau von Friedeberger Granit und Hutbergdiorit. Letzteres Gestein ist nach dem Berg benannt.